# Eulechria encratodes
Eulechria encratodes là một loài Gelechioidea thấy ở Úc.

## Hình ảnh

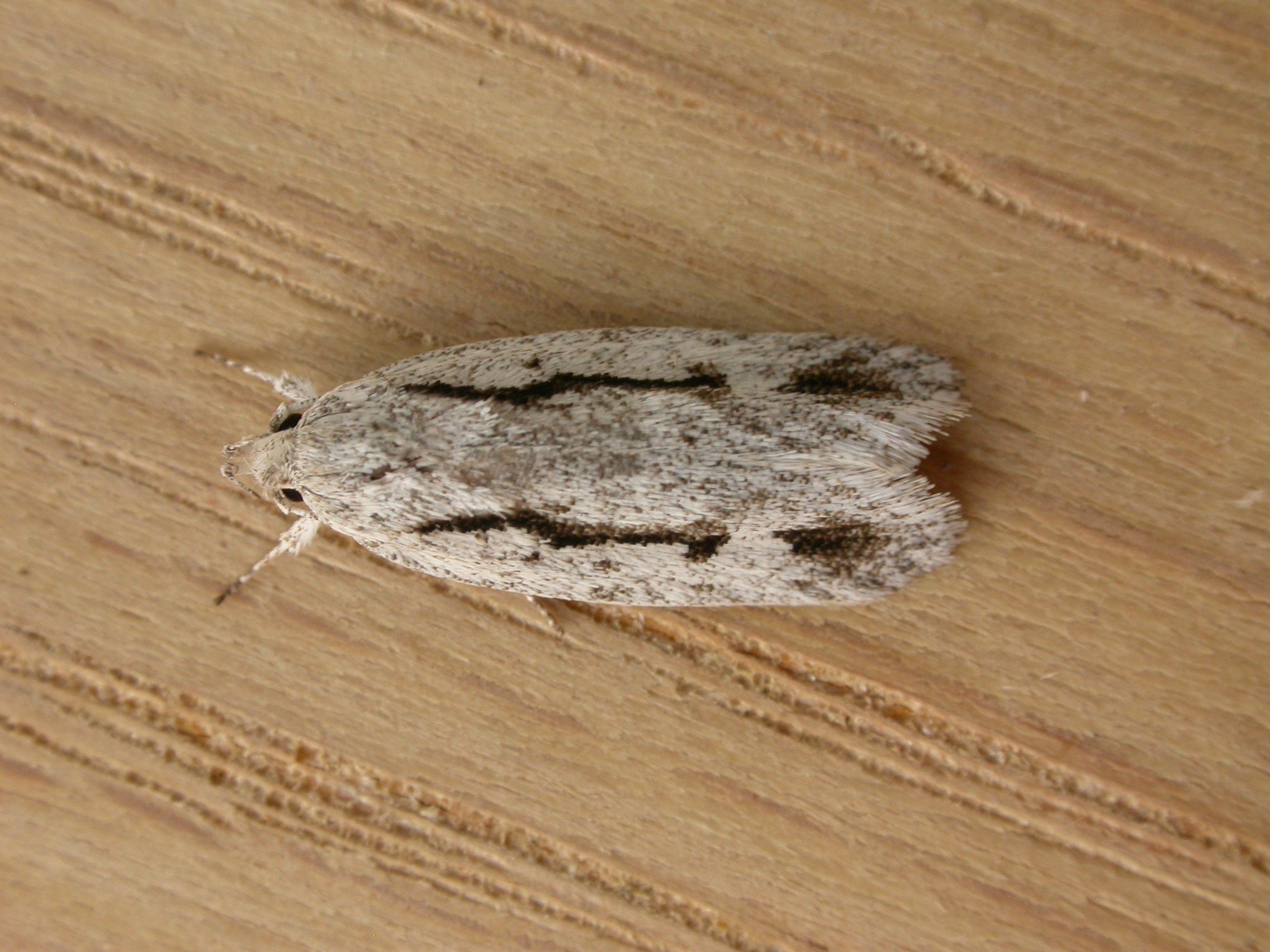